# موش کورهای اروپایی
موش کورهای اروپایی (نام علمی: Talpa) نام یک سرده از زیرخانواده موش کورهای بر قدیم است.